# Mola de Vilaró
La Mola de Vilaró és una muntanya de 345 metres que es troba al municipi de la Ràpita, a la comarca del Montsià.